# Edmund Gosse
Sir Edmund William Gosse (ur. 21 września 1849 w Londynie, zm. 16 maja 1928 tamże) – poeta angielski.
Edmund William Gosse był synem Philipa Henry'ego Gosse'a, znanego przyrodnika, oceanografa. Wychował się w środowisku braci plymuckich, ale w dorosłym życiu szybko odrzucił wpajane mu konserwatywne poglądy. Swoje relacje z ortodoksyjnym ojcem opisał w książce Father and Son (1907).
Poeta uprawiał tradycyjne formy wierszowe, jak sonet i rondel. Gosse zasłużył się jako brytyjski tłumacz i propagator dramaturgii Henrika Ibsena. W 1912 został odznaczony Orderem Łaźni. W 1925 otrzymał tytuł szlachecki.